# Osvaldo César Gasparini
Osvaldo César Gasparini (Azul, Argentina; 21 de septiembre de 1952) es un escritor argentino que vive en Suecia desde 1983 y que adoptó la ciudadanía sueca en 1988.

## Biografía
Osvaldo César Gasparini estuvo más de ocho años detenido durante la dictadura militar argentina. Habiéndose decretado el estado de sitio, fue detenido y condenado a 8 meses de prisión por violar el Decreto Número 20840, que no permitía que más de cuatro personas circularan o se reunieran en privado. Sin embargo, esos pocos meses de detención se multiplicaron hasta llegar a 2943 días de arresto ilegal en distintas cárceles Argentinas. Al ser liberado cerca de la instauración del régimen democrático de 1983, se exilió en Suecia, en donde vive desde 1983 con su familia.
Desde su llegada al país escandinavo trabajó intensamente en distintos organismos a favor de la defensa de los derechos humanos en Latinoamérica, principalmente en Amnistía Internacional. Entre otras cosas, protagonizó un videofilm sobre la vida en las cárceles en Argentina, dio entrevistas y charlas y conferencias para difundir este tema, auspició la visita de las Madres de Plaza de Mayo a la ciudad de Linköping y el intercambio cultural entre la Municipalidad de Azul y esa ciudad sueca con la visita de un representante azuleño. Presentó un manuscrito en el concurso literario de la Casa de las Américas en La Habana, que luego sirvió de inspiración para sus libros. Participó recientemente en la Conferencia "Imaging War" organizada por la European Science Foundation que se realizó en la ciudad de Vadstena, Suecia. También colabora activamente con varios blogs del diario argentino Clarín, principalmente el de Civilización & Barbarie de la periodista y escritora Cristina Civale. Recientemente ha comenzado a escribir artículos de política y actualidad internacional en el famoso sitio de Estados Unidos "Contacto Latino"
A través de sus obras, el ex-preso político da a conocer por primera vez y sin tapujos su experiencia durante más de ocho años de encierro durante la época de la dictadura militar en Argentina. Nunca se escribió sobre la vida en las cárceles con tanta claridad y realismo. Usando un relato simple y con un dejo de humor, Osvaldo César Gasparini cuenta su paso por tres cárceles: Sierra Chica, Caseros y finalmente la U9 de La Plata.
En el texto el autor refleja los duros momentos vívidos, la organización para contrarrestar los días interminables de desazón, los castigos en las "tumbas" (celdas de castigo), la lucha por sobrevivir física y psicológicamente en condiciones infrahumanas. Dentro de ese negro escenario, rescata la solidaridad y el humor que los ayudaría a sobrellevar ese período de su vida. Gasparini no es el único protagonista de esta historia: a través de su memoria revive hechos de su convivencia con otros "famosos" presos políticos. Así desfilan anécdotas e historias del exintegrante de la Juventud Peronista y ahora Diputado Nacional Juan Carlos Dante Gullo, el intendente de Quilmes Francisco "Barba" Gutiérrez, Martín Guevara (el hermano menor del Che), el más tarde asesinado Dardo Cabo, el Cura Elías Musse, el Dr. Horacio Crea y muchos más. Si bien algunos nombres mencionados en el texto han sido cambiados por razones de privacidad, todos los hechos contados en sus libros son verdaderos.
Poseedor de una excelente memoria, Gasparini también logra rescatar del olvido hechos sucedidos en otras cárceles de su país natal, que llegaron a su conocimiento a través de relatos de compañeros presos políticos que eran trasladados de otras unidades penitenciarias o centros de detención clandestinos y que personalmente le contaban las atrocidades allí ocurridas. Así, su pluma describe supuestas fugas y suicidios fraguadas por los militares en Córdoba, Devoto, Resistencia, Rawson y Coronda, para justificar asesinatos de compañeros (“masacres”, como bien las califica Gasparini), cuyos nombres son recordados y reivindicados en sus tres libros como así también en un reciente artículo publicado en un sito latino de internet.
Ya en el exilio, Osvaldo Gasparini comienza a escribir sus memorias con la intención de poder realizar algún día su sueño de hacer conocer su historia y la de muchos otros. Según las propias palabras del autor, cuando entraba a una librería se le erizaba la piel al pensar en la sensación que le causaría plasmar en un libro propio sus vivencias en la cárcel y así poder preservar ese trozo oscuro de la historia. El texto de Osvaldo César Gasparini se sostiene por sí solo dada la intensidad del contenido, permitiendo al lector aceptar el estilo libre del autor. El tono monocorde lo hace muy emotivo, cada momento se vive en profundidad.
Sus libros vienen a cubrir un capítulo inédito de ese nefasto período de la historia Argentina y seguramente servirán como documento para las futuras generaciones.

## Conferencias y concursos literarios
- Linköping, Suecia (noviembre de 1984) Video. Osvaldo César Gasparini se interpreta a sí mismo en una celda y habla del tratamiento inhumano que tenían en la época de la dictadura. Dicho film fue mostrado en todas las instituciones de la Comuna de Linköping, Suecia [2].
- Conferencia, Universidad de Linköping, Suecia (septiembre de 1985): "Argentina: dictaduras y sus consecuencias" Charla en el Programa de Economía Internacional. Idioma Español.[2]
- Conferencia, Biblioteca de la ciudad de Linköping, Suecia (22 de octubre de 1989): "La Guerra Sucia en Argentina" [2]
- La Habana, Cuba. Concurso literario organizado por la Casa de las Américas. Convocatorias Internacionales 1997. Presentado el 3 de julio de 1996. Género: Testimonio [2]
- Vadstena, Suecia (5 de septiembre de 2008): “Mi experiencia en las cárceles de Argentina durante la dictadura militar”, charla invitada en la conferencia “Imaging War: Intergenerational Perspectives” (enlace roto disponible en Internet Archive; véase el historial, la primera versión y la última). organizada por la European Science Foundation [3]
- Estocolmo, Suecia (20 de octubre de 2010): Conferencia en la Biblioteca Internacional de Estocolmo (enlace roto disponible en Internet Archive; véase el historial, la primera versión y la última). donde Gasparini presentó su nuevo libro: "Días de Prisión: Tiempo de condenas" (enlace roto disponible en Internet Archive; véase el historial, la primera versión y la última).
- Linköping, Suecia (23 de abril de 2012). Conferencia en la Biblioteca de Lambohov en conmemoración del Día del Libro. Título: "Días de Prisión durante la dictadura militar en Argentina"

## Obras
- "Días de Prisión: Memorias de Sierra Chica, Caseros, La Plata U9...". Editorial Dunken; Buenos Aires (2008) 159 Páginas. ISBN 987-02-2999-9
- "Días de Prisión II: El resurgir de las heridas". Editorial Författares Bokmaskin; Estocolmo (2009) 212 Páginas. ISBN 978-91-633-4112-0
- "2943 Días de Prisión: Relatos de la Guerra Sucia Argentina 1975-1983". Editorial Författares Bokmaskin; Estocolmo (2010) 404 Páginas. ISBN 978-91-633-5430-6
- "El Debut. La Cárcel de Azul U7". Editorial Författares Bokmaskin; Estocolmo (2011) 64 Páginas. ISBN 978-91-633-6072-5
- "Días de Prisión. Tiempo de condenas". Editorial Författares Bokmaskin; Estocolmo (2010-2011) 417 Páginas. ISBN 978-91-633-6072-5
- "Las dos caras de Juan". Editorial Författares Bokmaskin; Estocolmo (2011-2012) 156 Páginas. ISBN 978-91-633-9459-1
- "Selección. Mis Mejores Artículos". Editorial Författares Bokmaskin; Estocolmo (21 de septiembre de 2012) 170 Páginas. ISBN 978-91-637-1547-1. Nota: el contenido del libro puede leerse en Internet en la "Biblioteca Digital"

## Blogs
Osvaldo César Gasparini ha comenzado a escribir en 2010 un blog titulado "Días de Prisión" en el sitio Contacto Latino"